# Coleophora plumbella
Coleophora plumbella é uma espécie de mariposa do gênero Coleophora pertencente à família Coleophoridae.